# Laetitia Dugain
Laëtitia Dugain (Annecy, 27 de Novembro de 1992) é uma ex-ginasta francesa que competiu em provas de ginástica artística. Dugain fez parte da equipe francesa que disputou os Jogos Olímpicos de 2008 em Pequim. Neles, classificou-se para duas finais: equipes e individual geral. Na prova coletiva, a ginasta e o restante da equipe francesa terminaram na 7.ª posição; no individual geral, terminou na 23.ª colocação. A atleta aposentou-se em 2009.